# Das Herzenhören
Das Herzenhören ist der erste Roman des deutschen Schriftstellers und Journalisten Jan-Philipp Sendker. Der Roman erschien 2002. Er wurde 2012 fortgesetzt mit Herzenstimmen.

## Handlung
Julia Win lebt in New York. Ihre Mutter kommt aus reichem Haus, ihr Vater ist erfolgreicher Anwalt. Zu seinen Mandanten gehören viele Hollywood-Stars und -produzenten. Sein Erfolg hängt nach Einschätzung von Julia vermutlich auch mit seiner ruhigen, zuvorkommenden Art, seinem fotografischen Gedächtnis und seiner sehr guten Menschenkenntnis zusammen. Für sie wirkt es oft so, als würde ihr Vater sich vor Mandantenterminen kurz sammeln, in sich hinein hören, um dann den Menschen instinktiv richtig einzuschätzen.
Julia hat ihr Jurastudium beendet. Sie feiert mit ihren Eltern und ihrem Bruder und übernachtet ausnahmsweise wieder bei ihren Eltern. Am Morgen verabschiedet sich ihr Vater, angeblich weil er einen wichtigen Termin in Boston hat. Doch da kommt er nie an. Die eingeschaltete Polizei ermittelt die Reiseroute ihres Vaters – er flog über Umwege nach Thailand. In Bangkok wird sein Ausweis gefunden, dort verliert sich seine Spur.
Den ermittelnden Polizisten störte, dass die eigene Familie nichts von der Vergangenheit des erfolgreichen Anwalts zu wissen vorgab. Auch Julias Mutter wusste wirklich nichts von den ersten 20 Lebensjahren ihres Mannes. Die Ermittlungen bleiben erfolglos. Tin Win bleibt verschollen.
Julia bekam von ihrer Mutter später diverse persönliche Dinge ihres Vaters. Darunter war ein Liebesbrief von 1955 an eine ihr unbekannte Frau namens Mi Mi. Hieraus ging hervor, dass ihr Vater und die Empfängerin sich damals schon seit 16 Jahren (5.864 Tage) nicht gesehen hatten, und eine Anschrift in Kalaw, Birma. Die 27-jährige Julia beschließt spontan, ihren seit 4 Jahren verschollenen Vater zu suchen und fliegt zu der Adresse. Kurz vorher hatte sie noch eine Unterredung mit ihrer Mutter. Diese gestand, dass sie Tin Win unbedingt heiraten wollte, obwohl er eigentlich nie wollte. Und sie habe gewusst, dass sie nie wirklich in seinem Herzen war, weil dieses bereits einer anderen gehörte. Zu Beginn ihrer Ehe dachte sie, dass sie die Liebe des jungen Asiaten sicher gewinnen könne, doch im Laufe der Zeit habe sie erkannt, dass dies nie der Fall sein würde. Mit dieser Heirat rebellierte sie das einzige Mal gegen ihre konservativen Eltern  und musste dafür einen hohen Preis zahlen.
Julia kam in dem kleinen Dorf in Birma an. Dort wurde sie von einem alten Mann angesprochen. Sie vermutete anfangs, dass dieser im Alter von zwischen 70 und 80 Jahren sei, doch wie sich später herausstellte, war er erst Mitte 50. Er stellte sich als U Ba vor und wusste bereits ihren Namen, und auch das Lieblingsmärchen, das ihr Vater ihr immer vorgelesen hatte. Das Märchen von Prinz, Prinzessin und Krokodil. Hier ging es um die Thronfolger zweier Königreiche, die durch einen Fluss getrennt waren. Der Prinz konnte seine Prinzessin nur mit Hilfe eines Krokodils besuchen. Doch die anderen Krokodile missbilligten das und bedrohten den Prinzen. Dessen reptilienhafter Freund nahm ihn in seinem Rachen in Schutz, doch die Flucht vor den anderen Reptilien dauerte zu lange, der Prinz erstickte im Rachen seines Freundes. Die Prinzessin starb kurz darauf vor Kummer. Die Beerdigungen fanden gleichzeitig statt, beide wurden verbrannt. Auf einmal begannen die Tiere zu singen. Beide Rauchsäulen stiegen den Himmel empor und verbanden sich zu einer einzigen Rauchsäule. Für Julias Mutter war dies kein Happy End, für ihren Vater allerdings schon.
Anfangs war Julia sehr vorsichtig, doch U Ba gewann mit seiner gebildeten Art (die gar nicht zu seinem körperlichen Äußeren passte) langsam das Vertrauen der jungen Frau. U Ba erzählte ihr die Geschichte ihres Vaters, die ersten 20 Jahre seines Lebens.
Als Tin Win auf die Welt kam, empfand seine Mutter Mya Mya – die als Fünfjährige den Tod ihres Zwillingsbruders miterleben musste – keine wahre Liebe für ihn. Sie fühlte sich ihrem eigenen Kind nie nah. Dies wurde auch durch einen Astrologen bestätigt – denn dieser erkannte zwar das große Talent des Jungen und auch seine große Liebesfähigkeit, doch er wusste, dass dies die Eltern nicht verstehen würden. Daher sagte er nur, der Junge würde „große Sorgen“ bedeuten. Tin Wins Mutter nahm es als Fluch auf, sein Vater hingegen sah es lockerer. Doch als dieser bei einem Unfall starb, verließ die junge Mutter ihren sechsjährigen Sohn. Da sie Tin Win sagte, dass sie bald wieder da sein würde, wartete er auf sie auf einem Baumstumpf – bis er fast verhungert wäre.
Tin Win wurde von einer Nachbarin großgezogen, die auch die sonstigen Erziehungspflichten übernahm. Denn Tin Wins Mutters Aufgabe war es, das Vorzeige-Luxus-Haus eines Verwandten zu hüten. Dieser Verwandte ließ sich zwar nie blicken, aber dennoch fiel hier viel Arbeit an. Su Kyi nahm sich also des Jungen und der Hausmeisterstelle an. Tin Win war ein ruhiges Kind. Doch im Alter von zehn Jahren erblindete der Junge auf einmal. Su Kyi brachte den Knaben ins Kloster zum ebenfalls blinden Mönch U May. Hier lernte der Junge mit seiner Behinderung zu leben. Doch wurde er nie echter Bestandteil des Klosters, dafür war er viel zu sehr Einzelgänger. Aber er entdeckte, dass er die Gabe des Hörens besaß.
Eines Tages hörte er im Kloster ein lautes Klopfgeräusch. Wie sich herausstellte, war dies der Herzschlag von Mi Mi, er hörte ihr Herz schlagen. Sie war zwar nicht blind, aber sie hatte zwei missgebildete Füße und konnte nicht gehen. Die beiden verliebten sich sehr schnell ineinander. Sie war seine Augen – und er ihre Beine. Gemeinsam eroberten sie die Welt. Sie waren wie füreinander geschaffen. Und irgendwie stand für beide fest, dass sie heiraten und gemeinsam alt werden wollten.
Doch ihr Schicksal war ein anderes. Nach vier Jahren wurde dem reichen Verwandten, auf dessen Haus Su Kyi nun achtgab, von einem Astrologen geweissagt, dass er sich unbedingt um einen Verwandten zu kümmern hätte, um großes Unheil abzuwenden. Dem Onkel fiel nur Tin Win ein. Nach einem stürmischen Abschied (Mi Mi/Tin Win) ließ er ihn in die Hauptstadt bringen. Dort wurde Tin Win – nach acht Jahren ohne Augenlicht – vom Grauen Star geheilt. Der Onkel war von der ruhigen und intelligenten Art des Jungen so begeistert, dass er ihn nicht mehr gehen ließ. Er schickte ihn auf die St. Paul High School und dann nach Amerika zum Studieren. Tin Win und Mi Mi schrieben sich zwar täglich Briefe, doch der Onkel ließ diese alle abfangen. Dennoch wurde die Liebe zwischen beiden nicht getrübt. Tin Win sollte nach einem erfolgreichen Studium der Partner seines Onkels werden und reich heiraten. Ein „Nein“ gab es für Tin Win aufgrund der Mentalität und Tradition in Birma nicht. Nach dem Zweiten Weltkrieg verließ den Onkel jedoch das Glück und das Geld. Tin Win konnte folglich in Amerika bleiben. Sein Plan war vermutlich, den Tod des Onkels abzuwarten und dann endlich zu seiner Mi Mi zurückzukehren. Aber drei Monate vor Onkels Tod kam Julia selbst zur Welt. Tin Win hatte nun eine eigene Familie, eigene Verpflichtungen, die ihn von seiner Liebe zurückhielten.
Eines Tages erkannte er, dass seine Mi Mi im Sterben lag und er brach – nach über 50 Jahren – endlich zu ihr auf. Mi Mi wartete mit letzter Kraft auf seine Rückkehr. Als er schließlich bei ihr war, nahm er sie in seine Arme – und beide schliefen gemeinsam ein. Zusammen sind sie in dieser Nacht – Arm in Arm – gestorben. „Er war rechtzeitig gekommen. Gerade noch.“ Die Dorfbewohner erkannten diese ganz große Liebe und feierten entsprechend die Beerdigung. Mi Mi, die aufgrund ihrer Güte, ihrer Schönheit – und ihren guten selbstgedrehten Zigarren/„Cheroots“ – zu Lebzeiten hohes Ansehen genoss, wurde eine große Ehre erbracht. Beide wurden auf dem Friedhof verbrannt. Und wie in Julias Lieblingsmärchen verbanden sich die beiden Rauchsäulen zu einer einzigen – und selbst die Tiere sangen. Seitdem wird dieser Tag monatlich von den Dorfbewohnern ganz groß als Liebesfest gefeiert.
Als sie U Ba besuchte, widmete er sich gerade seiner Lieblingsbeschäftigung; er restaurierte Bücher, die dem schwülen Klima (und dem Ungeziefer und den Würmern) Birmas nicht gewachsen waren. Sie erfuhr, dass U Ba auch die Möglichkeit gehabt hätte, im Westen zu studieren. Er hätte bereits ein Stipendium erhalten. Doch als seine Mutter krank wurde, nahm er Abstand vom Studium und kümmerte sich um seine Mutter, die noch sehr alt wurde.
Julia sah Fotos von Mi Mi. Hier war immer ein kleiner Junge auf dem Bild, der auch auf späteren Bildern zu sehen war. Sie erkannte in ihm U Ba. Und dann entdeckte sie Ähnlichkeiten zwischen ihrem Vater und dem alten Einheimischen. U Ba war ihr Halbbruder. Julia hat mit ihrer Reise nach Birma die Geschichte ihres Vaters erfahren, einen Halbbruder bekommen – und vor allem das Geschenk, die Kraft der Liebe zu verstehen. Die Liebe zwischen Tin Win und Mi Mi.

## Personen
- Julia Win: Tochter aus gutem Haus, auf der Suche nach ihrem Vater
- U Ba: Julias Halbbruder, Sohn von Tin Win und Mi Mi
- Francesco Lauria: Leiter der Sonderkommission, die nach Tin Win fahndete
- Tin Win: Julias Vater, kam 1942 mit einem Studentenvisum von Birma in die USA
- Mya Mya: Tin Wins Mutter
- Khin Maung: Tin Wins Vater
- Su Kyi: die Schwester der Nachbarin, nahm sich Tin Win an, als seine Mutter ihn verlassen hatte
- U May: ein blinder Mönch
- Ma Mu: die Tochter einer Köchin, die große Liebe von U May (die einen bösen, ironischen Tod starb, als U May sie gesucht hat)
- Mi Mi: Tin Wins große Liebe
- Yadana: Mi Mis Mutter
- Moe: Mi Mis Vater
- U Saw: Tin Wins reicher Onkel
- Hla Taw: einer von U Saws Hausdienern
- Dr. McCrae: operiert Tin Wins Grauen Star

## Kritiken
- „in seinem ersten Roman "Das Herzenhören" gelingt es Jan-Philipp Sendker mit einer hohen Sensibilität die Gefühle sowohl von Männern als auch Frauen zu schildern und ein eindrucksvolles Plädoyer für das Vertrauen und die Liebe zu entwickeln, ohne jemals in den Kitsch oder die Sentimentalität abzugleiten.“ (DeutschlandRadio)[3]
- „'Das Herzenhören' ist hervorragend erzählt, poetisch geradezu – ohne auch nur einmal Gefahr zu laufen, in Kitsch abzudriften. Lesen!“ (Augsburger Allgemeine)

## Ausgaben
- Das Herzenhören. Roman. Blessing, München 2002, ISBN 3-89667-192-8.
- Das Herzenhören. Roman. Goldmann, München 2004, ISBN 3-442-45726-2.
- Das Herzenhören. Roman. Heyne, München 2012, ISBN 978-3-453-41001-5.